# 661

## أحداث

### حسب المكان

#### آسيا
- الإمبراطور تينجي يرث عرش اليابان بعد وفاة أمه الإمبراطور سايميه.

### حسب التاريخ
- 24 يناير - عبد الرحمن بن ملجم يحاول اغتيال علي بن أبي طالب بطعنه بخنجر مسموم أثناء صلاة الفجر.

## مواليد
- علي بن عبد الله بن عباس
- فاطمة بنت الحسين
- الحجاج بن يوسف الثقفي

## وفيات
- 19 رمضان - وفاة علي بن أبي طالب إثر طعنة عبد الرحمن بن ملجم قبل يومين.
- لبيد بن ربيعة، شاعر مخضرم.